# لاکهید وای‌اف-۲۲
لاکهید وای‌اف-۲۲ (به انگلیسی: Lockheed YF-22) یک هواگرد ساختِ کارخانهٔ لاکهید کورپوریشن، بوئینگ و جنرال داینامیکس در کشور ایالات متحده آمریکا است که در سال ۱۹۸۹–۱۹۹۰ ساخته شد. نخستین استفاده‌کنندهٔ این هواگرد نیروی هوایی ایالات متحده آمریکا بوده‌است. این هواگرد برای نخستین بار در ۲۹ سپتامبر ۱۹۹۰ میلادی مورد استفاده قرار گرفت.